# Munnurhalli, Tirthahalli
Munnurhalli là một làng thuộc tehsil Tirthahalli, huyện Shimoga, bang Karnataka, Ấn Độ.